# Physeomorpha
Physeomorpha is een geslacht van kevers uit de familie van de loopkevers (Carabidae). De wetenschappelijke naam van het geslacht is voor het eerst geldig gepubliceerd in 1963 door Ogueta.

## Soorten
Het geslacht Physeomorpha is monotypisch en omvat slechts de volgende soort:
- Physeomorpha vianai Ogueta, 1963